# Jula, Mariestads kommun
Jula är en småort i Utby socken i Mariestads kommun i Västra Götalands län. Väster om Jula flyter Tidan och i öster ligger sjön Ymsen och Jula mosse. Orten har 131 invånare (2023).